# Slag bij Rice's Station
De Slag bij Rice's Station vond plaats op 6 april 1865. Het wordt beschouwd als een kleine schermutseling tijdens de Amerikaanse Burgeroorlog. Generaal James Longstreet bereikte Rice's Station op 6 april. Tot zijn grote verbazing ontdekte Longstreet dat de Noordelijke eenheden onder leiding van generaal-majoor John Gibbon de weg blokkeerden. Na een kortstondig vuurgevecht en enkele slachtoffers trok Longstreet zich terug richting Farmville.

## Bron
- National Park Service - Rice's Station